# NGC 1889
NGC 1889 est une petite galaxie elliptique située dans la constellation du Lièvre. NGC 1889 a été découverte par l'ingénieur irlandais Bindon Stoney en 1851.

## Caractéristiques
En raison d'une brillance de surface égale à 11,55  mag/am2, on peut qualifier NGC 1889 de galaxie présentant une brillance de surface élevée.

### Distance
Sa vitesse par rapport au fond diffus cosmologique est de 2 496 ± 20 km/s, ce qui correspond à une distance de Hubble de 36,8 ± 2,6 Mpc (∼120 millions d'al).
À ce jour, une mesure non basée sur le décalage vers le rouge (redshift) donne une distance d'environ 30,700 Mpc (∼100 millions d'al). Cette valeur est légèrement à l'extérieur des valeurs de la distance de Hubble. Notons cependant que c'est avec la valeur moyenne des mesures indépendantes, lorsqu'elles existent, que la base de données NASA/IPAC calcule le diamètre d'une galaxie et qu'en conséquence le diamètre de NGC 1889 pourrait être d'environ 8,12 kpc (∼26 500 al) si on utilisait la distance de Hubble pour le calculer.

### Paire de galaxies en interaction
En compagnie de NGC 1888, NGC 1889 figure dans l'atlas de Halton Arp sous la cote Arp 123. Comme ces deux galaxies sont à peu près à la même distance de nous, elle constitue une paire de galaxie en interaction gravitationnelle.